# لاوغاردالسفولور
ملعب لاوغاردالسفولور هو ملعب متعدد الاستخدام يقع في ريجيافيك عاصمة آيسلندا. غالبا ما يتم استخدامه لمباريات كرة القدم. يسع الملعب لجلوس 9,800 متفرج. يعتبر الملعب الرسمي الذي يخوض فيه منتخب آيسلندا مبارياته الدولية. تم افتتاح الملعب في سنة 1958.

## معرض صور

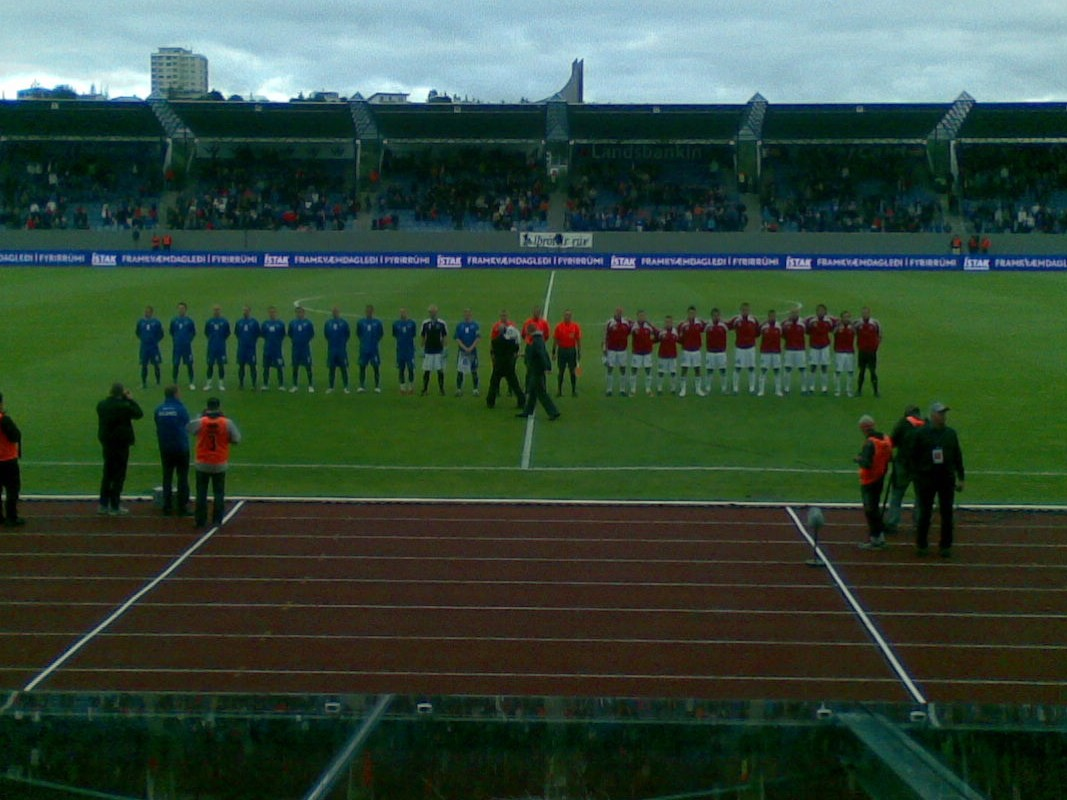
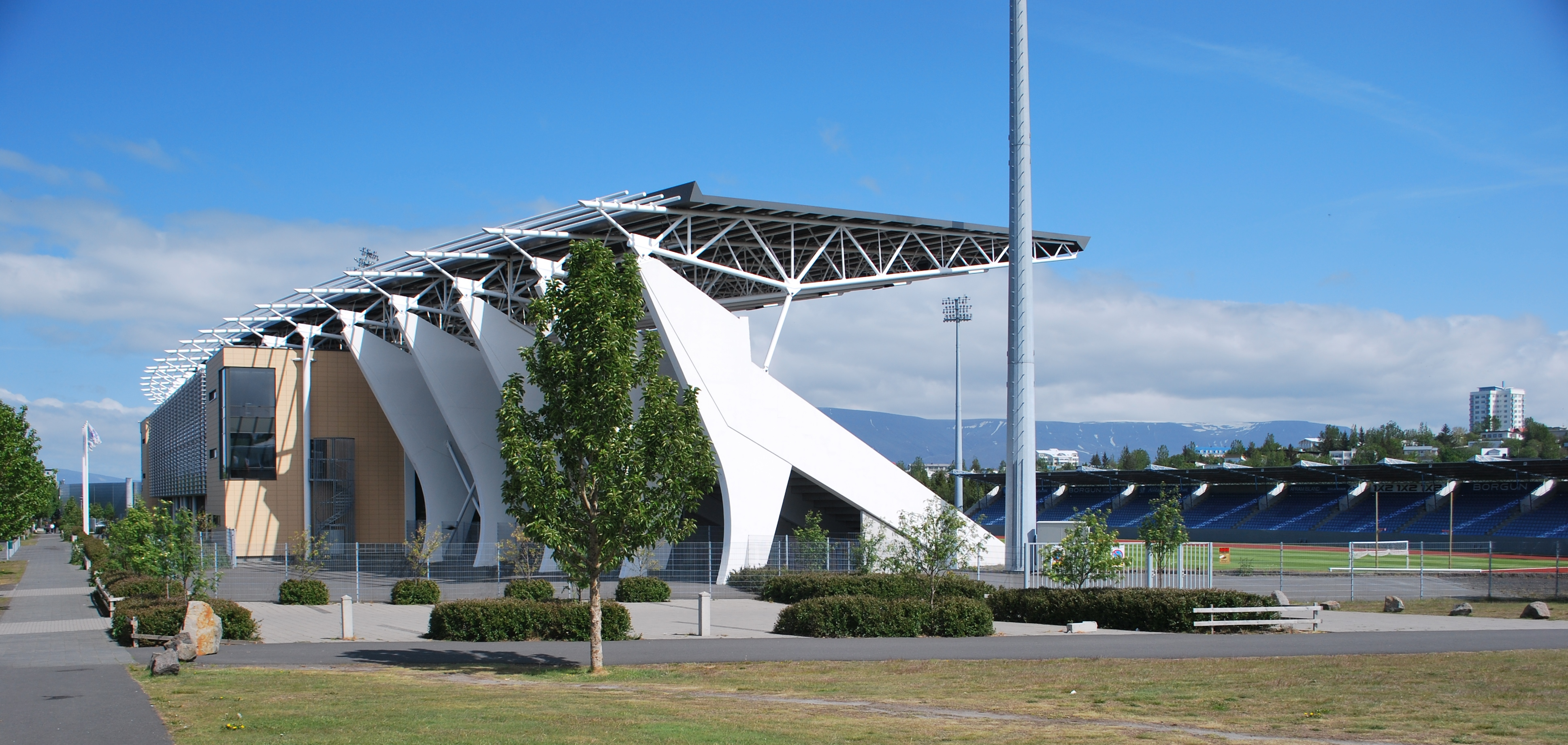
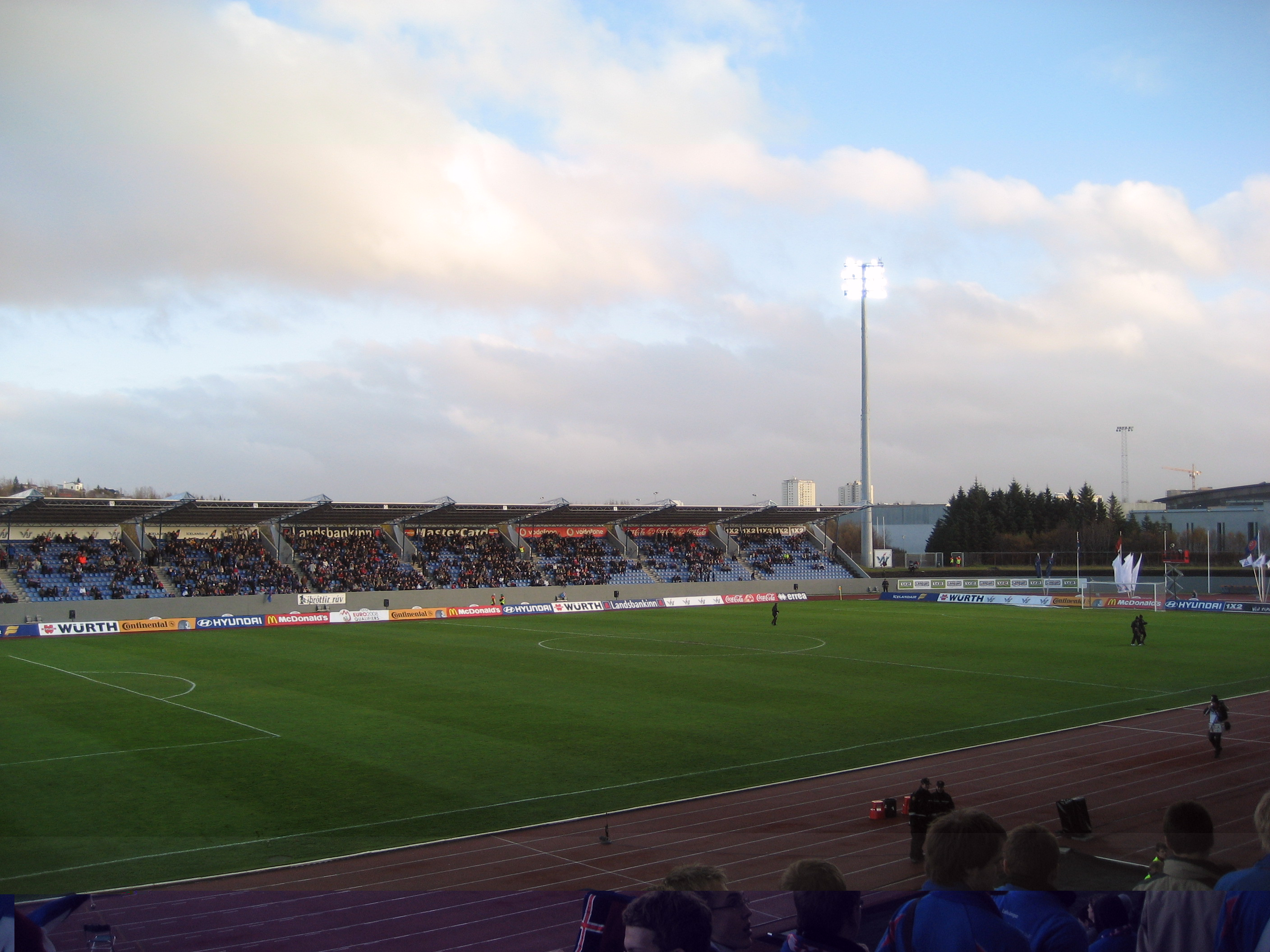